# 埃德温·杜鲁门
埃德温·杜鲁门（英語：Edwin M. Truman，1941年—），是美国的经济学家，大卫·杜鲁门的儿子，曾任彼得森国际经济研究所的高级研究员。

## 作品
- 《Inflation Targeting in the World Economy》（2003年）
- 《A Strategy for IMF Reform》（2006年）
- 《Sovereign Wealth Funds: Threat Or Salvation》（2010年）